# Bi Yuan

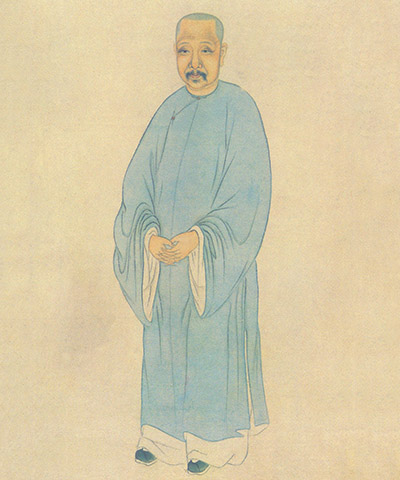
Bi Yuan
(Qingdai xuezhe xiangzhuan)

 Bi Yuan  (chinesisch 畢沅 / 毕沅, W.-G. Pi Yüan; geboren 1730; gestorben 1797), zi: Rangheng 纕蘅, hao: Qiufan 秋帆 und literarisch Lingnan shan ren 靈巖山人 (‚Mann aus dem Lingnan-Gebirge’) genannt, war ein konfuzianischer Gelehrter aus der Zeit der Qing-Dynastie.

## Leben und Werk
Bi stammte aus Zhenyang (heute Taicang) in der Provinz Jiangsu. Nach dem jinshi-Examen begann er eine lange Beamtenkarriere. Er ist jedoch nicht wegen seiner Erfahrungen in seiner Beamtenlaufbahn in Erinnerung geblieben, sondern wegen seiner Beiträge zu verschiedenen Wissensgebieten, darunter Geschichte, Geographie, Epigraphik, Exegese und Klassikerstudien. Mit Hilfe anderer Gelehrter gab er eine große Menge alter Bücher heraus und kollationierte alte Texte der konfuzianischen Klassiker, die nach Jahrhunderten von Fehldrucken nur schwer oder sogar missverständlich zu lesen waren.

## Schriften
(vgl. HYDZD-Bibliographie Nrn. 8, 106, 2338, 2339)
- Mozi jiaozhu 墨子校注 (Congshu jicheng chubian 丛书集成初编) (zum Mozi 墨子)
- Shiming shuzheng 释名疏证 (Jingxuntang congshu 经训堂丛书) (zum Shiming 释名 von Liu Xi 刘熙)
- Xu Zizhi tongjian  续资治通鉴 (Zhonghua shuju 1957) (zum Zizhi tongjian 资治通鉴)
- Jingdian wenzi bianzheng shu 经典文字辩证书 (Jingxuntang congshu 经训堂丛书) (Foto)